# Giải quần vợt Pháp Mở rộng 2019 - Đôi nam xe lăn
Stéphane Houdet và Nicolas Peifer là đương kim vô địch, nhưng thua trong trận chung kết trước Gustavo Fernández và Shingo Kunieda, 6–2, 2–6, [8–10].

## Hạt giống
1. Stéphane Houdet /  Nicolas Peifer (Chung kết)
2. Alfie Hewett /  Gordon Reid (Bán kết)

## Kết quả

### Từ viết tắt
| - Q = Vòng loại - WC = Đặc cách - LL = Thua cuộc may mắn - Alt = Thay thế - SE = Miễn đặc biệt | - PR = Bảo toàn thứ hạng - w/o = Thắng nhờ đối thủ rút lui trước trận đấu - r = Bỏ cuộc giữa trận đấu - d = Bị xử thua - SR = Xếp hạng đặc biệt |

### Chung kết
|  | Bán kết | Bán kết                          | Bán kết | Bán kết                          | Bán kết |                                |      | Chung kết | Chung kết | Chung kết | Chung kết | Chung kết |  |
|  |         |                                  |         |                                  |         |                                |      |           |           |           |           |           |  |
|  | 1       | Stéphane Houdet Nicolas Peifer   | 6       | 6                                |         |                                |      |           |           |           |           |           |  |
|  | 1       | Stéphane Houdet Nicolas Peifer   | 6       | 6                                |         |                                |      |           |           |           |           |           |  |
|  |         | Joachim Gérard Stefan Olsson     | 2       | 2                                |         |                                |      |           |           |           |           |           |  |
|  |         | Joachim Gérard Stefan Olsson     | 2       | 2                                | 1       | Stéphane Houdet Nicolas Peifer | 6    | 2         | [8]       |           |           |           |  |
|  |         |                                  |         |                                  |         | Stéphane Houdet Nicolas Peifer | 6    | 2         | [8]       |           |           |           |  |
|  |         |                                  |         | Gustavo Fernández Shingo Kunieda | 2       | 6                              | [10] |           |           |           |           |           |  |
|  |         | Gustavo Fernández Shingo Kunieda | 6       | Gustavo Fernández Shingo Kunieda | 2       | 6                              | [10] | 7         |           |           |           |           |  |
|  |         |                                  |         |                                  |         |                                |      | 7         |           |           |           |           |  |
|  | 2       | Alfie Hewett Gordon Reid         | 2       | 5                                |         |                                |      |           |           |           |           |           |  |